# Глазок цветочный
Глазок цветочный, или глазок чёрно-бурый (лат. Aphantopus hyperantus) — дневная бабочка из рода Aphantopus семейства бархатниц.

## Этимология названия
Гиперант (греческая мифология) — один из пятидесяти сыновей Эгипта.

## Описание

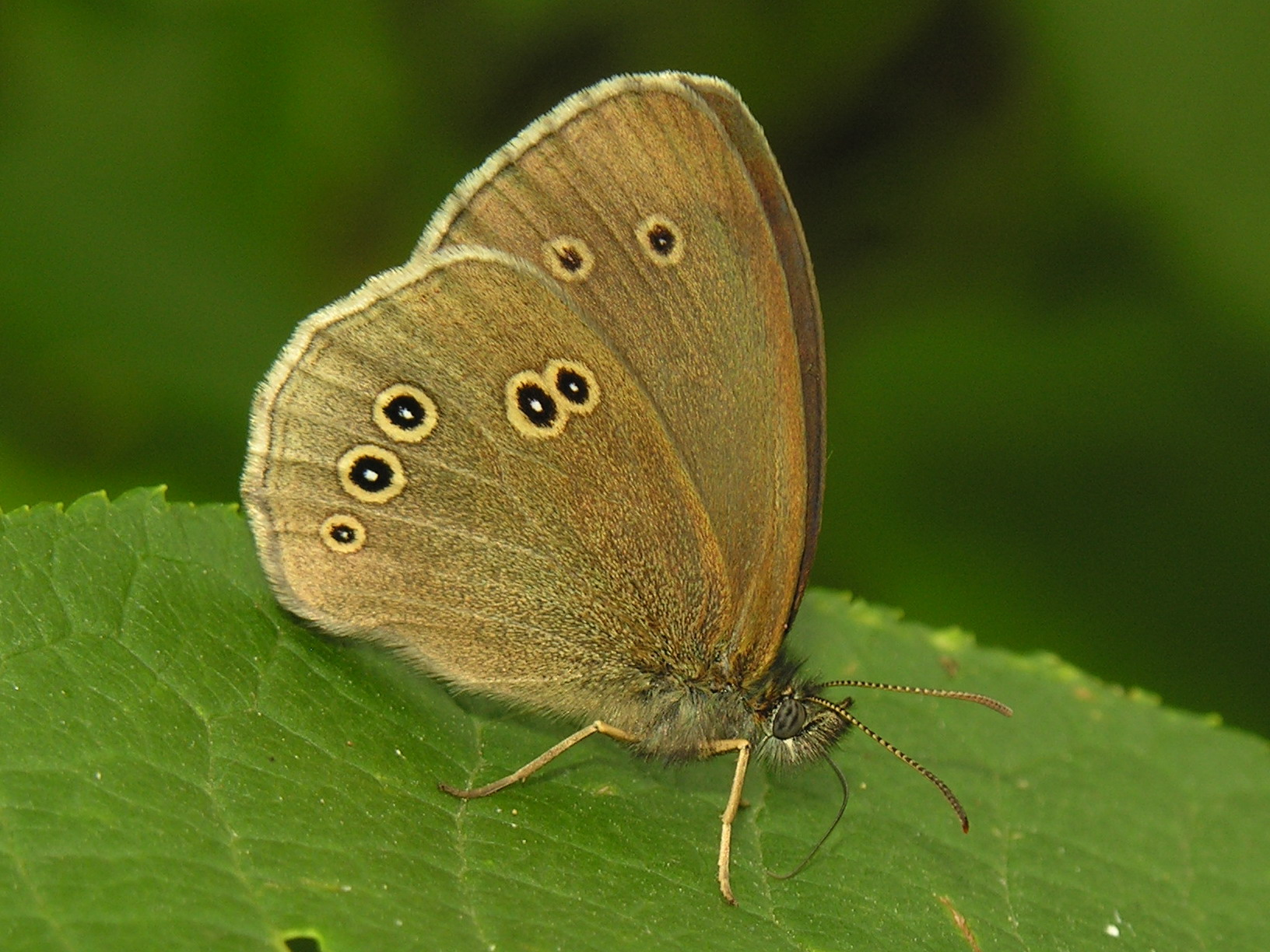
Нижняя сторона крыльев

Размах крыльев от 36 до 44 мм. Основной фон крыльев — бурый, с небольшими темными глазками, окруженными бледными ободками. На нижней стороне крыльев имеется ряд глазков с белым центром.

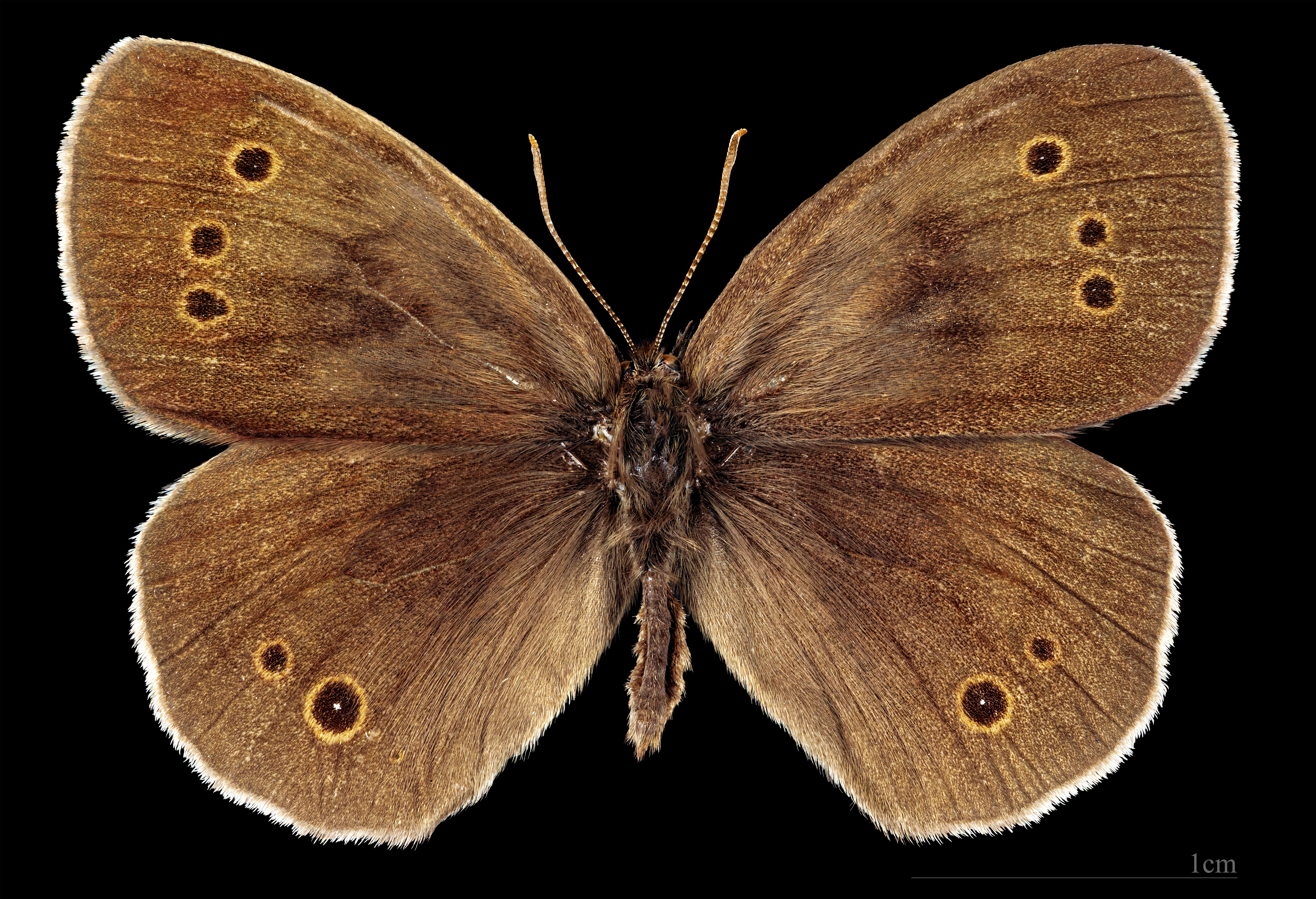
♂
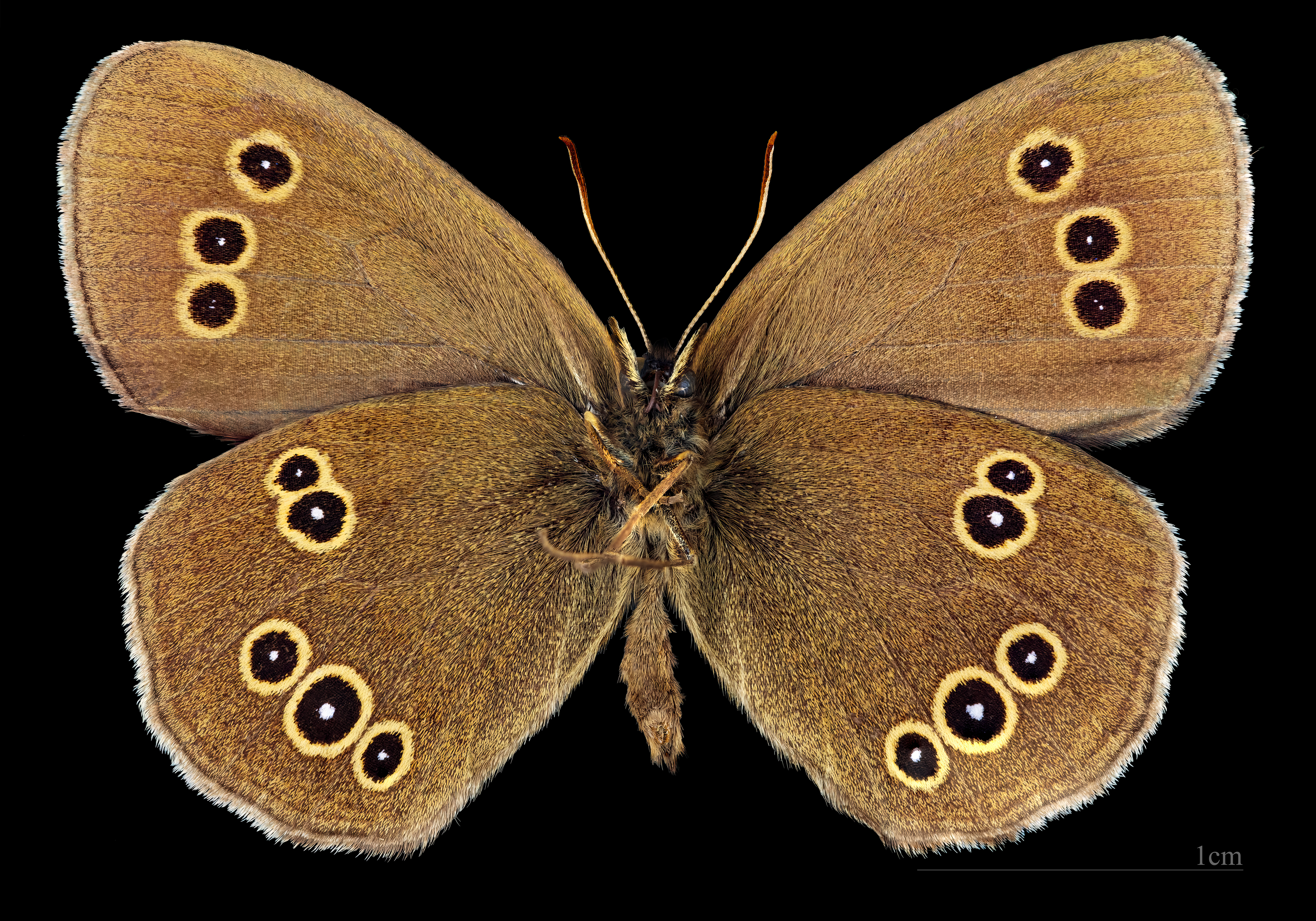
♂ △

## Ареал
Одна из самых распространённых бархатниц в Евразии. Вся Европа (кроме Северной Великобритании, северной части Скандинавии, Греции, южной части Пиренейского полуострова, Италии и островов Средиземного моря), Сибирь и Дальний Восток. Встречается повсеместно южнее северных лесотундр.
Населяет луга различных типов, лесные опушки, поляны, вырубки, обочины дорог, берега рек и ручьев. Также иногда может встречаться и в антропогенных биотопах — садах, парках и т. д. В степной зоне становится редким, здесь вид приурочен к пойменным и байрачным лесам и крупным лесопаркам. Отсутствует в наиболее засушливых районах степной зоны.

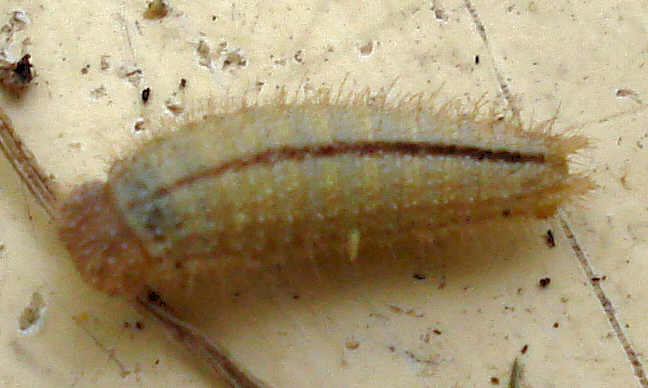
Гусеница

## Биология
Везде развивается в одном поколении. Время лёта с середины июня по начало сентября (на севере ареала). Пик численности приходится на конец июня — начало июля.
Самка откладывает яйца рассеивая их в полете над кормовыми растениями. Гусеница серо-коричневая, с тёмной линией. Активна в ночное время. Окукливание происходит вблизи поверхности почвы. Куколка рыхлом коконе из шелковины, развивается около 18 дней.
Кормовые растения гусениц: райграс высокий, коротконожка перистая, коротконожка лесная, кострец прямой, вейник наземный, осока коротковолосистая, осока просяная, осока лесная, гребенник обыкновенный, ежа сборная, щучка, луговик, овсяница красная, бухарник шерстистый, бухарник мягкий, бор развесистый, молиния голубая, тимофеевка луговая, мятлик дубравный, мятлик луговой.